# Gábor Záborszky
Gábor Záborszky (* 17. April 1950 in Budapest; † 11. Januar 2023) war ein ungarischer Maler und Graphiker. 

## Ausbildung und Werdegang
Im Jahr 1974 schloss Záborszky sein Studium an der Ungarischen Hochschule für Bildende Kunst in Budapest im Fachbereich Malerei mit dem Diplom ab. Anschließend absolvierte er ein Postgraduiertenstudium Abteilung Graphik und Muraltechnik. 1977 erhielt er das dreijährige Derkovits-Stipendium und wurde 1980 Professor an der Budapester Fachschule für Bildende und Angewandte Kunst.
Záborszky nahm seither an zahlreichen Kongressen und internationalen Kunstpräsentationen in aller Welt teil, so u. a. 1983 am Kongress "Graphik von der Metallplatte" in Grado (Italien) und auf Einladung des San Francisco World Print Council an einer zweijährigen Präsentation der 100 weltbesten Grafikwerke in großen Museen der USA. Seine Arbeiten waren auf der 39. Biennale in Venedig und bei der 12. Biennale in Paris (1982) zu sehen. 1987 gründete er zusammen mit Katalin Bodo die Stiftung Z/ART in Budapest, die zu den Initiatoren und Gründern des Museums für Zeitgenössische Kunst in Budapest gehört. 1988 war er Gast der Kunstgewerbeschule Basel und Gast der Akademie Graz. 1989 erschienen seine Arbeiten im Album "Contemporary Prints of the World I-II", Misool Gong Ron SA., das anlässlich der Olympischen Spiele in Seoul zusammengestellt wurde. Es folgte die Teilnahme am International Paper Symposium, Kyoto (1995). Er erhielt mehrere Stipendien so u. a 1993 von der Stadt Bonn und 1996 von der Stadt München. 1999 war er Gast der University of Art (Philadelphia).
Záborszky starb am 11. Januar 2023 nach langer schwerer Krankheit im Alter von 72 Jahren.

## Bedeutung
Er gehört heute zu den bedeutendsten zeitgenössischen Künstlern in Ungarn. Werke von Zaborszky befinden sich in zahlreichen Museen und Sammlungen, so in der Albertina in Wien, im Kunstmuseum Bonn, im Kortárs Művészeti Múzeum - Ludwig Museum und in der Ungarischen Nationalgalerie in Budapest, im Janus Pannonius Museum in Pécs, in der Kunsthalle in Szombathely, im Kortárs Museum in Skopje (Mazedonien), im Municipal Museum in Kyoto (Japan), im National Museum in Stettin (Polen) und im Museum of Graphic Art in Giza (Ägypten).

## Ausstellungen

### Einzelausstellungen
- 1998 Kiscelli Museum, Budapest
- 2000 Galerie István Rozsics, Budapest
- 2002 Retrospektive, Städtisches Museum Győr
- 2003 Einleitung in die Alchemie, Haus der Künste, Veszprém
- 2004 Der Traum des Aquarellmalers, Kunsthalle Budapest
- 2005 Galerie Zárt, Budapest
- 2006 Der Traum am Ätna, Museum Moderner Kunst - Stiftung Wörlen Passau
- 2006 Der Traum am Ätna, AL Galéria, Budapest
- 2006 Der Traum am Ätna, Schloss Ökonomie Gern, Eggenfelden
- 2009 Komponierte Spontaneität, Dengler und Dengler, Stuttgart
- 2016 Fúgák / Fugues, Ludwig Museum Budapest
- 2020 Auf der Suche nach der Mitte, Dengler und Dengler, Stuttgart

### Gruppenausstellungen
- 1998 Ungarn Avantgarde im 20. Jahrhundert, Neue Galerie der Stadt Linz, Linz
- 2001 Időhíd - Zeitbrücke, Ungarische Kunst im 20. Jahrhundert, Museum Moderner Kunst - Stiftung Wörlen, Passau
- 2002 Im Doppelspiegel. Gegenwartskunst aus Österreich und Ungarn, Collegium Hungaricum, Wien
- 2003 Wasser in Attersee, Kunsthalle Attersee, KATT, Attersee
- 2005 Positionen in der rumänischen und der ungarischen zeitgenössischen bildenden Kunst. Bilder aus der Sammlung von Gábor Hunya, Rumänisches Kulturinstitut, Wien
- 2008 Rendez-vous der Freunde. Sieben ungarische Künstler, Dengler und Dengler, Stuttgart
- 2012 20 Jahre / Ungarn Reloaded, Galerie Gaudens Pedit, Lienz
- 2012 Matéria, BTM - Budapest Galerie, Budapest
- 2016 Képtaktikák / Image Tactics, Ludwig Museum Budapest

## Auszeichnungen
- 1982 Preis der Jury, 6. Norwegische Internationale Graphik-Biennale, Frederikstad
- 1995 Munkácsy-Preis, Budapest
- 2006 Ungarischer Staatspreis für Kunst (Érdemes művesz), Budapest